# Maurice Cornforth
Maurice Campbell Cornforth (28 de octubre de 1909-31 de diciembre de 1980) fue un filósofo marxista británico.

## Vida
Cornforth nació en Willesden, Londres, en 1909, y se educó en la University College School, donde era amigo de Stephen Spender. En 1925 fue al University College de Londres, donde se graduó en 1929, y luego pasó al Trinity College de Cambridge, donde fue el único estudiante en un curso especializado en lógica, impartido por Moore, Braithwaite y Wittgenstein. En 1931, después de graduarse, Cornforth recibió una beca de investigación de tres años en Trinity. En el verano del mismo año se unió al Partido Comunista de Gran Bretaña, estableciendo la primera organización del partido en Cambridge; y en otoño se casó con una compañera de estudios de Cambridge, Kitty Klugmann, hermana de James. Desde 1933, Cornforth trabajó a tiempo completo para el Partido Comunista en East Anglia.
Rechazado para el servicio militar por motivos médicos, durante la Segunda Guerra Mundial Cornforth trabajó como peón agrícola. Publicó su primer trabajo, Science Versus Idealism, en 1946. En 1950 fue nombrado director gerente de Lawrence & Wishart, cargo que ocupó hasta 1975, período durante el cual fue responsable de la publicación de las obras completas de Marx y Engels.
Cornforth murió a los 71 años en Islington, Londres, en 1980, dejando viuda, Kathleen Elliott, su segunda esposa.

## Filosofía
Cuando Cornforth comenzó su carrera en filosofía a principios de la década de 1930, era un seguidor de Ludwig Wittgenstein, escribiendo según el estilo entonces vigente de la filosofía analítica. Cornforth más tarde se convirtió en un destacado ideólogo del Partido Comunista de Gran Bretaña. Se opuso enérgicamente a las teorías estéticas de su colega marxista Christopher Caudwell.
In Defense of Philosophy ataca las filosofías empiristas de muchos tipos, como las de Rudolf Carnap (lingüística descriptiva) y William James (pragmatismo), con el argumento materialista de que divorcian la ciencia y la investigación científica de la búsqueda de una comprensión más verdadera del universo realmente existente. En este libro hay una combinación de marxismo con ideas profundas sobre las interrelaciones de las diversas ciencias y los enigmas filosóficos producidos por el intento empirista de reducir la ciencia a la recopilación y correlación de datos. Ambas ideas se basan en la teoría de la primacía del trabajo físico y las herramientas (por lo tanto, "materialismo") en el desarrollo de rasgos específicamente humanos como el lenguaje, el pensamiento abstracto y la organización social, y el papel esencial del mundo externo en el desarrollo cada vez más complejo de las formas de vida.[cita requerida]
El libro de varios volúmenes de Cornforth Materialismo dialéctico fue publicado originalmente en 1953 por International Publishers, Co., Inc. La primera edición estadounidense de este trabajo se imprimió en 1971. El texto se originó a partir de conferencias para las que Cornforth recibió fondos del Comité del Distrito de Londres del Partido Comunista de Gran Bretaña en 1950.[cita requerida]
El primer volumen, Materialismo y el método dialéctico, proporciona una buena introducción a varios principios sociológicos importantes: idealismo, metafísica, materialismo, materialismo mecánico y materialismo dialéctico, además de la filosofía marxista. El volumen 2 de este texto se titula Materialismo histórico y el volumen 3 es Teoría del conocimiento.

## Obras
- Food and Farming for Victory, folleto del Partido Comunista (1942)
- Science Versus Idealism: An Examination of "Pure Empiricism" and Modern Logic(1946)
- Dialectical Materialism and Science(1949)
- In Defense of Philosophy – Against Positivism and Pragmatism (1950)
- Science for Peace and Socialism (c.1950) con J. D. Bernal
- Dialectical Materialism Vol. 1: Materialism & the Dialectical Method, Vol. 2: Historical Materialism, Vol 3: Theory of Knowledge y ediciones posteriores.
- Readers' Guide to the Marxist Classics(1952)
- Rumanian Summer: A View of the Rumanian People's Republic(1953) con Jack Lindsay
- Science Versus Idealism: In Defense of Philosophy against Positivism and Pragmatism (1955)
- Philosophy for Socialists (1959)
- Marxism and the Linguistic Philosophy (1965)ISBN 0853151199
- The Open Philosophy and the Open Society: A Reply to Dr. Karl Popper's Refutations of Marxism (1968)ISBN 0853153841
- Communism and Human Values(1972)ISBN 0717803783
- Rebels and Their Causes: Essays in honour of A. L. Morton(1978) ISBN 0853154805
- Communism & Philosophy: Contemporary Dogmas and Revisions of Marxism (1980) ISBN 0853154309